# Dryhthelm
Dryhthelm (fl. C. 700), também conhecido como Drithelm ou Drythelm, era um monge associado ao mosteiro de Melrose conhecido da Historia Ecclesiastica gentis Anglorum de Beda. Segundo este último, antes de entrar na vida religiosa vivia com a família "num distrito da Nortúmbria que se chama Incuneningum".  Alguns estudiosos modernos acreditam que Incuneningum se refere a Cunninghame, agora parte de Ayrshire . 
Depois de uma batalha contra a doença, que foi piorando gradualmente com o passar dos dias, Drythelm morreu temporariamente (c. 700). Ele voltou à vida algumas horas depois, assustando a todos, exceto sua esposa.  Dryhthelm repartiu sua riqueza entre sua esposa, filhos e os pobres, e se tornou um monge em Melrose, onde se dedicou a Deus.  A visão de Drythelm o convenceu de que era vital viver uma vida devota na Terra, se quisesse que ele pudesse entrar imediatamente no céu. Como monge, ele estabeleceu a reputação de ser capaz de suportar tormentos corporais, recitando salmos em pé no Rio Tweed, mesmo quando o rio estava gelado. 
Enquanto estava temporariamente morto, Dryhthelm aparentemente fez um tour pela vida após a morte por um guia celestial. Na "visão de Dryhthelm", o futuro monge de Melrose viu o inferno, o purgatório e o paraíso, junto com algumas das almas nele, mas foi negada a entrada no paraíso.  O Purgatório era um lugar de extremo calor e frio, o Inferno um lugar onde as almas queimavam, o Céu um lugar de luz intensa e o Paraíso um lugar de luz ainda maior.  A experiência de Drythelm em um vale sugere a temporariedade do purgatório, pois foi um estágio intermediário, abrangendo o Céu e o Inferno. Como resultado, um historiador moderno o chamou de "um precursor remoto de Dante". 
A menção do purgatório no texto é vital para a compreensão do ponto de vista cristão do século VIII sobre a vida após a morte. Embora não se saiba em que ponto da história o purgatório passou a existir na religião cristã, "a ideia do purgatório como uma plataforma na vida após a morte, com características reconhecíveis, energia descritiva, justificativa teológica e uso político, irrompeu na paisagem escatológica no século VIII.”  Pode-se argumentar que o purgatório funcionava dentro da Igreja como um lembrete às pessoas de que simplesmente se identificar como um cristão não seria motivo para receber a entrada automática no Céu, mas sim dedicar sua vida à obra de Deus. Nessa medida, Beda utilizou Drythelm como um modelo, mostrando como um leigo da elite poderia transformar e levar uma vida devota dentro dos limites da Igreja.
Beda diz que Dryhthelm contou a história a Aldfrith, rei da Nortúmbria, bispo Æthelwold de Lindisfarne e um monge irlandês chamado Haemgisl.  Uma visão semelhante da vida após a morte foi relatada mais tarde por Bonifácio, que descreveu uma visão do inferno vivida por um monge de Much Wenlock.  Antes de Beda e Bonifácio, a Vita sancti Fursei atribuiu uma visão semelhante a seu próprio herói, Fursa, e o próprio Beda citou isso em parte. 
Dryhthelm foi celebrado um século mais tarde em Alcuíno De pontificibus et sanctis Ecclesiæ Eboracensis.  Mais de um século depois de Alcuíno, Ælfric de Eynsham celebrou a visão e acreditou que ela havia sido dada para instruir outros.  Dryhthelm está listado como descansando em Melrose na lista de locais de descanso de Hugo Cândido.  Seu dia de festa é 1º de setembro. 